# Hefaiston

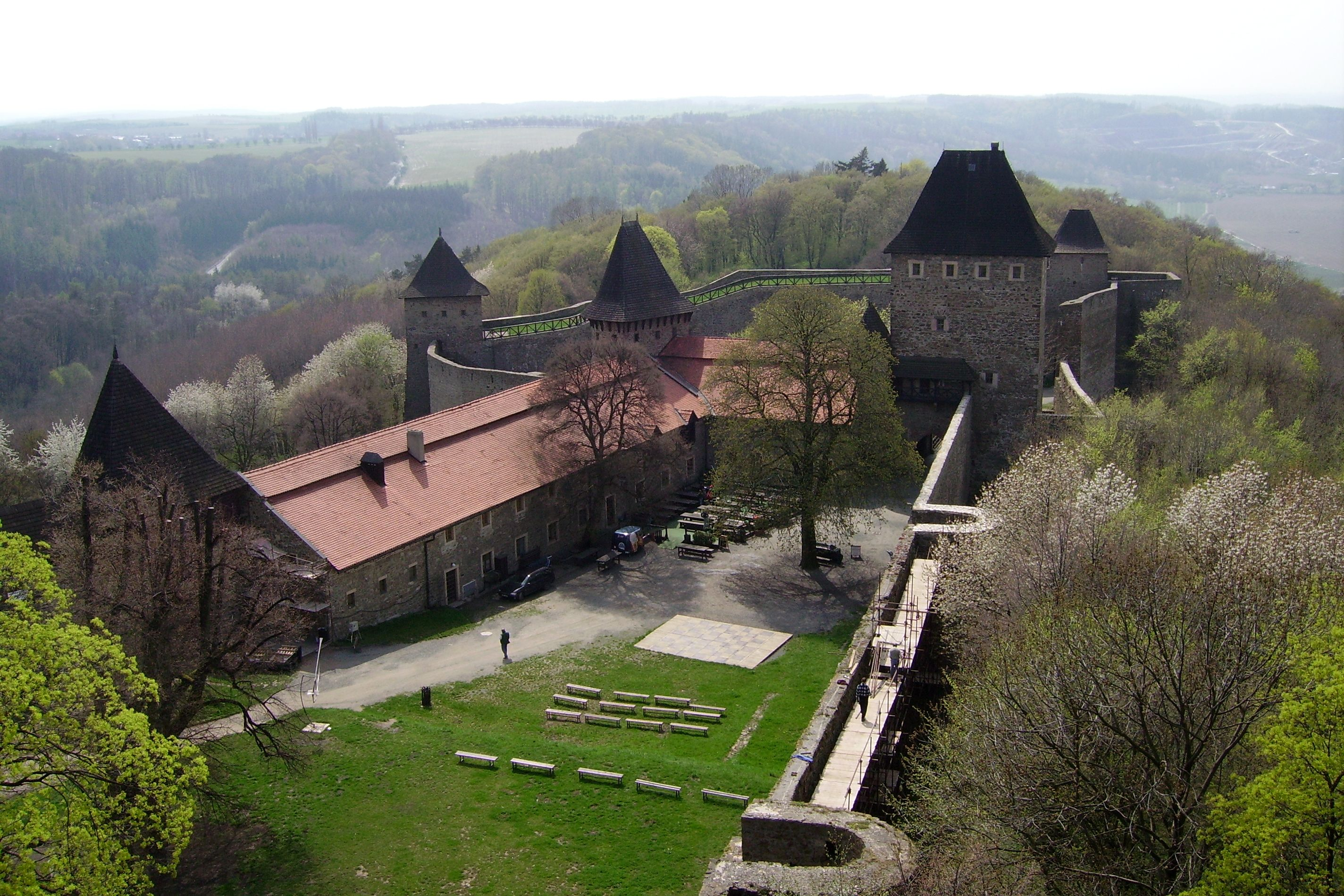
Một phần của lâu đài Helfštýn, Cộng hòa Séc.

Hefaiston là cuộc thi quốc tế thường niên dành cho các thợ rèn được tổ chức tại lâu đài Helfštýn, Cộng hòa Séc. Nó được đặt theo tên của vị thần Hy Lạp Hephaestus. Năm 1982, cuộc thi đầu tiên diễn ra dưới sự quản lý của Bảo tàng Comenius ở Přerov và ban quản lý lâu đài. Dấu mốc quan trọng nằm ở cuộc thi lần thứ 29 (tổ chức vào năm 2010) số lượng thợ rèn dự thi lên đến hơn bốn trăm người. Sau những thành công ngoài mong đợi, Hefaiston trở thành một trong những cuộc họp thường niên quan trọng nhất của những người thợ rèn tài ba trên toàn Thế giới.

## Lịch sử

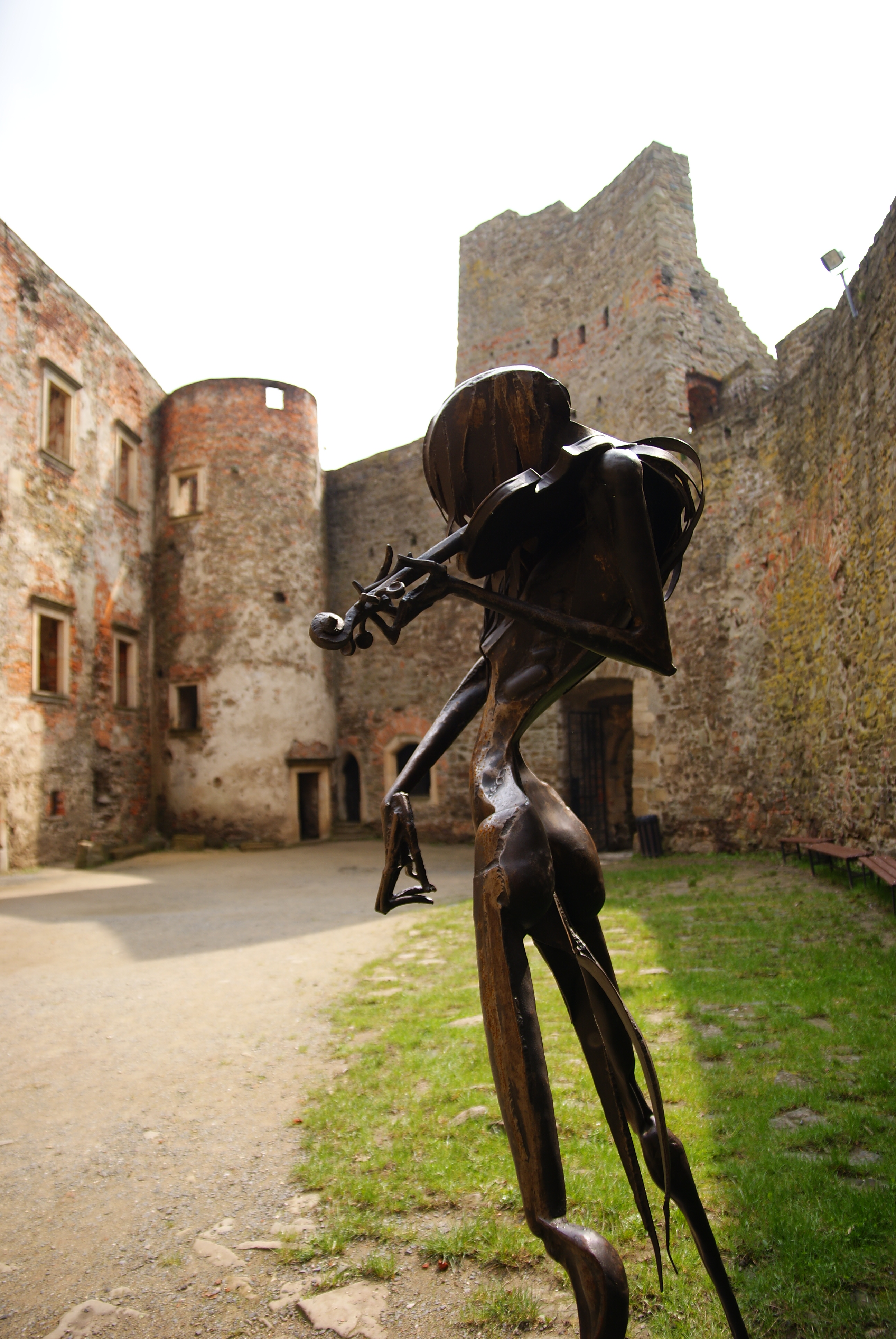
Tác phẩm bằng sắt ở lâu đài Helfštýn.

Truyền thống của các cuộc tụ họp thợ rèn hàng năm tại Helfštýn chính thức bắt đầu từ năm 1982. Ban đầu, sự kiện chỉ liên quan đến những người thợ rèn đến từ Tiệp Khắc cũ. Tuy nhiên, nhờ nỗ lực to lớn của bậc thầy thợ rèn Alfred Habermann, người đã truyền bá thông tin về sự kiện này không chỉ ở Tiệp Khắc mà còn ra nước ngoài, từ đó các cuộc tụ họp về sau trở thành nơi gặp gỡ của những người thợ rèn từ khắp nơi trên Thế giới. Trong đó, các thợ rèn tham gia cuộc thi Hefaiston chủ yếu đến từ Trung và Tây Âu, tuy nhiên một số lượng nhỏ người tham gia cũng là những thợ rèn nổi tiếng của Nhật Bản, Argentina, Canada, Israel, Uzbekistan, v.v.

## Cơ cấu và tổ chức
Nguyên tắc chính của Hefaiston hầu như không thay đổi trong nhiều năm. Sự kiện này bắt đầu khoảng một tuần trước cuộc thi chính với hội thảo có tên là Diễn đàn thợ rèn. Trong diễn đàn, một hoặc các nhóm thợ rèn làm việc trong lâu đài hiện thực hóa ý tưởng và thiết kế của họ. Các tác phẩm bằng sắt của họ sau đó được trưng bày tại lâu đài, vào cuối tuần, những tác phẩm này sẽ phải cạnh tranh với những tác phẩm đến từ các đối thủ khác.
Ban giám khảo là những người chuyên môn cao trong lĩnh vực này, họ sẽ phân chia những bài thi thành 2 nhóm: tác phẩm được mang từ nước ngoài về Helfštýn và tác phẩm được tạo ra trực tiếp tại lâu đài. Các hạng mục để đánh giá bao gồm:
- Nghệ thuật rèn cổ điển
- Tác phẩm điêu khắc và điêu khắc thính phòng
- Đồ trang sức
- Vũ khí
- Sản phầm chế tạo từ Thép Damascus
- Sản phẩm chế tạo từ sắt

Kể từ năm 2008, sau cuộc thi, những thợ rèn giỏi nhất sẽ nhận được Giải thưởng Alfred Habermann. Những tác phẩm án tượng sẽ góp mặt trong những bộ sưu tập tác phẩm kim loại nghệ thuật vĩ đại nhất thế giới được trưng bày tại lâu đài Helfštýn.